# Бор (село)
Вижте пояснителната страница за други значения на Бор.
Бор е село в Южна България. То се намира в община Асеновград, област Пловдив.

## География
Село Бор е на 40 km югоизточно от Асеновград. То се намира в планински район, на десетина километра от скалния феномен Белинташ. В близост е Изворово, което за известно време е със статут на отделно село, но понастоящем е махала на Бор. На северозапад от селото се намира Сини връх, висок 1537 m.
През 1979 г. село Бор се образува от сливането на махалите Кокез, Гуня, Дормуш и Онбаши, всичките от с. Три могили.
Някога селото е имало около 60 къщи. Към 1985 г. жителите му наброяват 139 души. Населението е било изключително турско, като основният поминък са били отглеждането на тютюн и скотовъдството. През годините повечето жители се преселват в Асеновград и околните села. Старата джамия е в порутен вид.

## Културни и природни забележителности
Наблизо се намира ловното стопанство „Кормисош“, срещат се диви прасета и мечки.